# إرنست كاسل
إرنسـت كاسـل (1852م - 1921م) (بالإنجليزية: Ernest Cassel)‏ مالي بريطاني وُلد في مدينة كولونيا بألمانيا ابناً لمصرفي ألماني يهودي. انتقل إلى إنجلترا وهو في السادسة عشرة، وعمل كاتباً لدى تاجر حبوب، ثم انضم فيما بعد إلى مؤسسة مصرفية مملوكة لعائلة يهودية، ونجح في تسوية بعض مشاكل المؤسسة في السويد وتركيا وأمريكا اللاتينية. وبعد أن حقَّق كاسل قدراً كبيراً من النجاح في هذه المؤسسة، اتجه إلى تأسيس مؤسسة مالية خاصة به وأصبح من الشخصيات المالية العالمية. إذ شملت عملياته المالية تمويل الحكومات الأجنبية، مثل حكومات الصين والمغرب، وحكومات أمريكا اللاتينية. كما سـاهم في تمويل عملية تأسـيس البنك الأهلي المصري وبناء خزان أسوان. ومُنح كاسل لقب « سير» تقديراً لخدماته للإمبراطورية البريطانية في مصر. وكان من المقربين للملك إدوارد السابع سواء باعتباره صديقاً أو باعتباره مستشاراً مالياً. وتحوَّل كاسل عن دينه واعتنق المسيحية الكاثوليكية، كما تزوجت حفيدته ووريثته إدوينا كاسل ( 1901 م ـ 1960 م) من الإيرل ماونتباتن، عم ملكة بريطانيا.